# Leila Denmark
Leila Alice Denmark (nascida Daughtry; 1 de fevereiro de 1898 - 1 de abril de 2012) foi uma pediatra e supercentenária americana que se tornou a mais velha pediatra do mundo ao reformar-se aos 103 anos de idade em maio de 2001. Em sua morte, ela era a quinta pessoa viva verificada mais velha do mundo e a terceira pessoa viva verificada mais velha nos Estados Unidos.

## Biografia
Leila nasceu em Portal, Geórgia, a terceira de 12 filhos de Elerbeev e Alice Cornelia Hendricks. Seu tio paterno era congressista James Alexander Daugherty. Ela frequentou a Tift College em Forsyth, onde ela treinou para ser uma professora, mas decidiu frequentar a faculdade de medicina quando seu noivo, John E. Denmark (1899–1990), foi colocado na ilha de Java, onde as esposas não eram permitidas. Era foi a única mulher a graduar-se na Escola Médica da Geórgia em 1928 e casou-se pouco depois de se graduar. A Dra. Denmark participou na equipe que desenvolveu a vacina da tosse convulsa e exerceu medicina em vários hospitais, nomeadamente o Grady Memorial em Atlanta e no hospital pediátrico Henrietta Eggleston.
Em seu 100.º aniversário em 1998, a Dra. Denmark recusou uma fatia de bolo porque havia muito açúcar nela. Quando ela recusou o bolo novamente em seu 103.º aniversário, ela explicou ao servidor do restaurante que ela não tinha comido qualquer alimento com açúcar adicionado por 70 anos.
A Dra. Denmark viveu de forma independente em sua casa em Alpharetta até os 106 anos. Ela se mudou para Athens para viver com sua única filha, Mary Denmark Hutcherson. Em 1 de fevereiro de 2008, Leila comemorou seu 110.º aniversário, tornando-se uma supercentenária. De acordo sua filha, a saúde de Leila deteriorou-se severamente no outono de 2008, mas depois melhorou quando ela se aproximava do seu 111.º aniversário. Ela morreu em 1 de abril de 2012, com a idade de 114 anos e 2 meses.